# Ilha Svetulka
Ilha Svetulka (em búlgaro:  остров Светулка, IPA: ) é a ilha mais setentrional do grupo Onogur, na costa noroeste da Ilha Robert, nas Ilhas Shetland do Sul, Antártica.A Região é rochosa, estendendo-se por 150 m por 90 m separado da ilha de Osenovlag por 20 m passagem larga. A área foi visitada por caçadores do século XIX.
A ilha recebeu o nome do povoado de Svetulka, no sul da Bulgária.
Svetulka Island está localizado no 62° 20′ 49,7″ S, 59° 40′ 45,8″ O. Mapeamento britânico em 1968 e mapeamento búlgaro em 2009.

## Mapas
- Livingston Island para King George Island.Escala 1: 200000. Carta náutica do Almirantado 1776. Taunton: Escritório Hidrográfico do Reino Unido, 1968.
- LL Ivanov. Antártica: Ilhas Livingston e Greenwich, Robert, Snow e Smith. Escala 1: 120000 mapa topográfico. Troyan: Fundação Manfred Wörner, 2009. ISBN 978-954-92032-6-4    (Segunda edição 2010, ISBN 978-954-92032-9-5)
- Banco de dados digital antártico (ADD).Escala 1: 250000 mapa topográfico da Antártica. Comitê Científico de Pesquisa Antártica (SCAR). Desde 1993, regularmente atualizado e atualizado.